# Crosse en enclos
La crosse en enclos ou crosse en salle (box lacrosse, boxla, boxcrosse ou indoor lacrosse) est un sport collectif principalement masculin sur un terrain à la base destiné à une patinoire pour le hockey sur glace auquel on retire la glace. Il s'agit d'une confrontation de deux équipes de six joueurs (un gardien et cinq joueurs de champ). La crosse en enclos est l'une des trois versions majeures de la crosse, la dernière dans le sens chronologique après la crosse au champ (codifiée en 1867) et la crosse féminine (apparue dans les années 1890), puisqu'elle fut créée dans les années 1930. Les trois versions ont un règlement différent.
L'équipement est semblable à la crosse au champ avec l'utilisation d'une longue crosse pour attraper, porter et se passer une balle en caoutchouc dans l'objectif de la mettre dans le but adverse. La tête triangulaire de la crosse possède un filet qui permet au joueur de tenir la balle. En plus de cette crosse, les joueurs doivent être revêtus de diverses protections.
Sur le plan international, la crosse en enclos est régie par les trente-et-un membres de la Federation of International Lacrosse (FIL) qui organise tous les quatre ans les Championnats du monde de crosse en enclos. La crosse en enclos est jouée professionnellement en Amérique du Nord dans la National Lacrosse League. Il est également joué au haut-niveau amateur au Western Lacrosse Association et semi-professionnellement Major Series Lacrosse au Canada.

## Histoire

### Histoire de la crosse

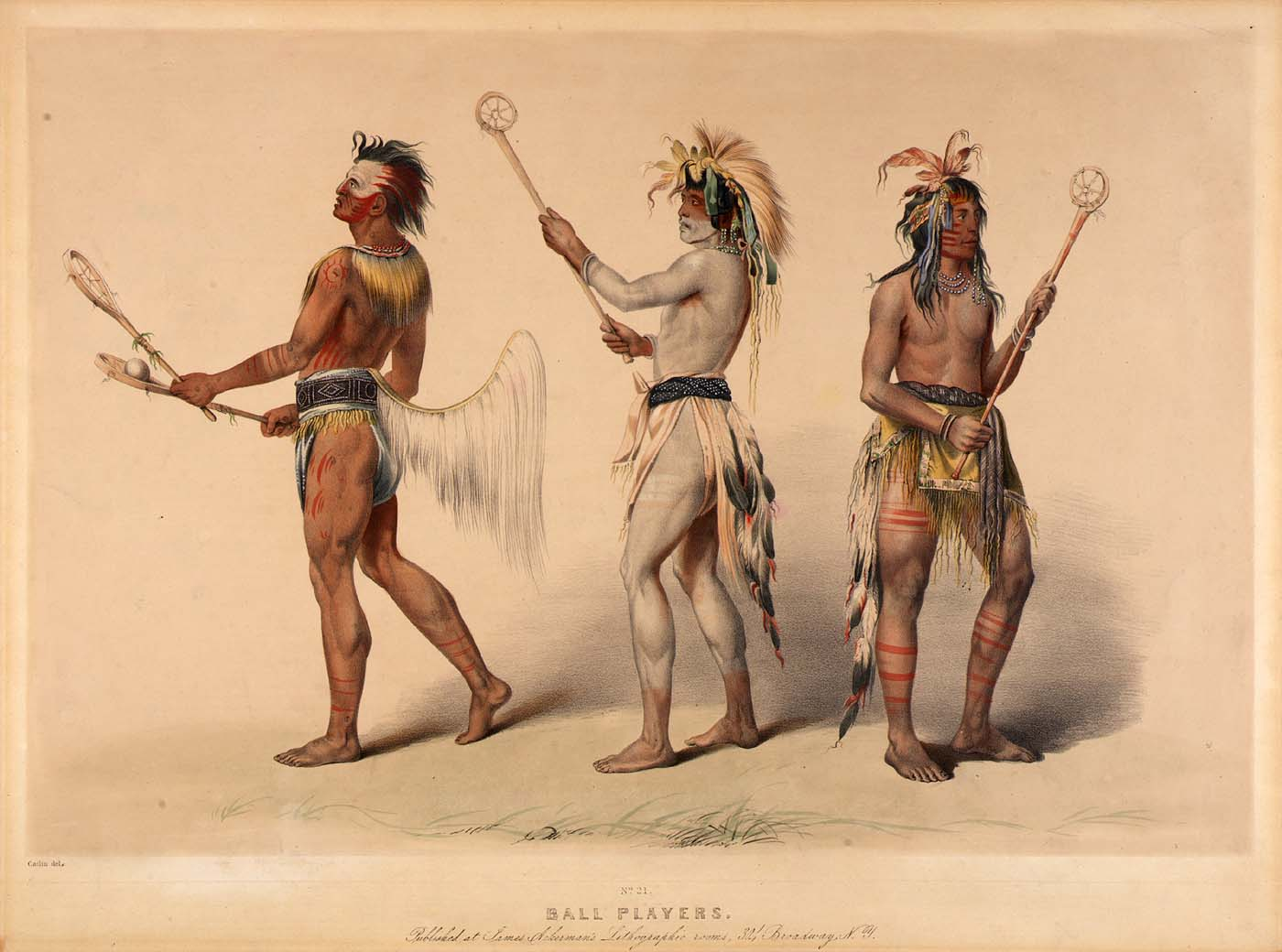
Amérindiens peints par George Catlin, illustrant la pratique de la crosse.

La crosse est un jeu traditionnel d'origine amérindienne d'Amérique du Nord dont sont témoins les premiers Européens qui débarquent le continent nord-américain. Dans les années 1630, le missionnaire jésuite Jean de Brébeuf est le premier à relater ce jeu dans la vallée du fleuve Saint-Laurent et lui donne son nom « la crosse », repris et renommé ensuite par les anglophones en « lacrosse ».

### Histoire de la crosse en enclos
La crosse en enclos est une version moderne de ce jeu, inventée au Canada dans les années 1930 dans le but de remplir les patinoires de hockey sur glace pendant la période estivale. Dans les années 1920, Joseph Cattarinich et Léo Dandurand, propriétaires de la franchise Canadiens de Montréal qui évolue en Ligue nationale de hockey, encouragent les autres propriétaires des patinoires à promouvoir un nouveau sport. Les Canadiens adoptent rapidement la nouvelle version de ce sport. Il devient même plus populaire au Canada que la version crosse au champ, contrariant les admirateurs de la crosse au champ. Le 12 mai 1994, la crosse est officiellement reconnue sport national d'été du Canada après l'adoption de la « Loi sur les sports nationaux »,.
Le premier match de crosse en enclos se déroule en 1931. Les propriétaires des patinoires créent l'« International Lacrosse League » autour de quatre franchises : les Montreal Canadiens, Montreal Maroons, Toronto Maple Leafs et Cornwall Colts. Cette ligue prend fin après deux années d'existence. Une seconde ligue apparaît, l'« American Box Lacrosse League » entre six franchises : deux à New York et une à Brooklyn, Toronto, Boston et Baltimore. Cette ligue se dispute devant de faibles affluences et disparaît au cours de sa première année d'existence.
L'Association canadienne de crosse décide alors d'encourager la crosse en enclos. En 1935, la Mann Cup (créée en 1901), le plus prestigieux trophée au Canada, passe de la version crosse eu champ à la crosse en enclos. Il s'agit d'un tournoi annuel entre le champion de la Western Lacrosse Association (en Colombie-Britannique) et Major Series Lacrosse (en Ontario),. En 1937, la Minto Cup est créée pour les champions juniors. De nos jours, l'Association canadienne de crosse supervise la Mann Cup, la Minto Cup, la Presidents Cup (deuxième division nationale) et la Founders Cup (seconde division junior) sous les règles de la crosse en enclos.
Brièvement en 1939, une ligue professionnelle débute en Californie, appelé la Pacific Coast Laccrosse Association, entre quatre franchises mais est annulée au cours de sa saison inaugurale. Le professionnalisme refait son apparition aux États-Unis qu'en 1968 quand la franchise Coquitlam Adanacs dispute la Western Lacrosse Association à Portland en Oregon.

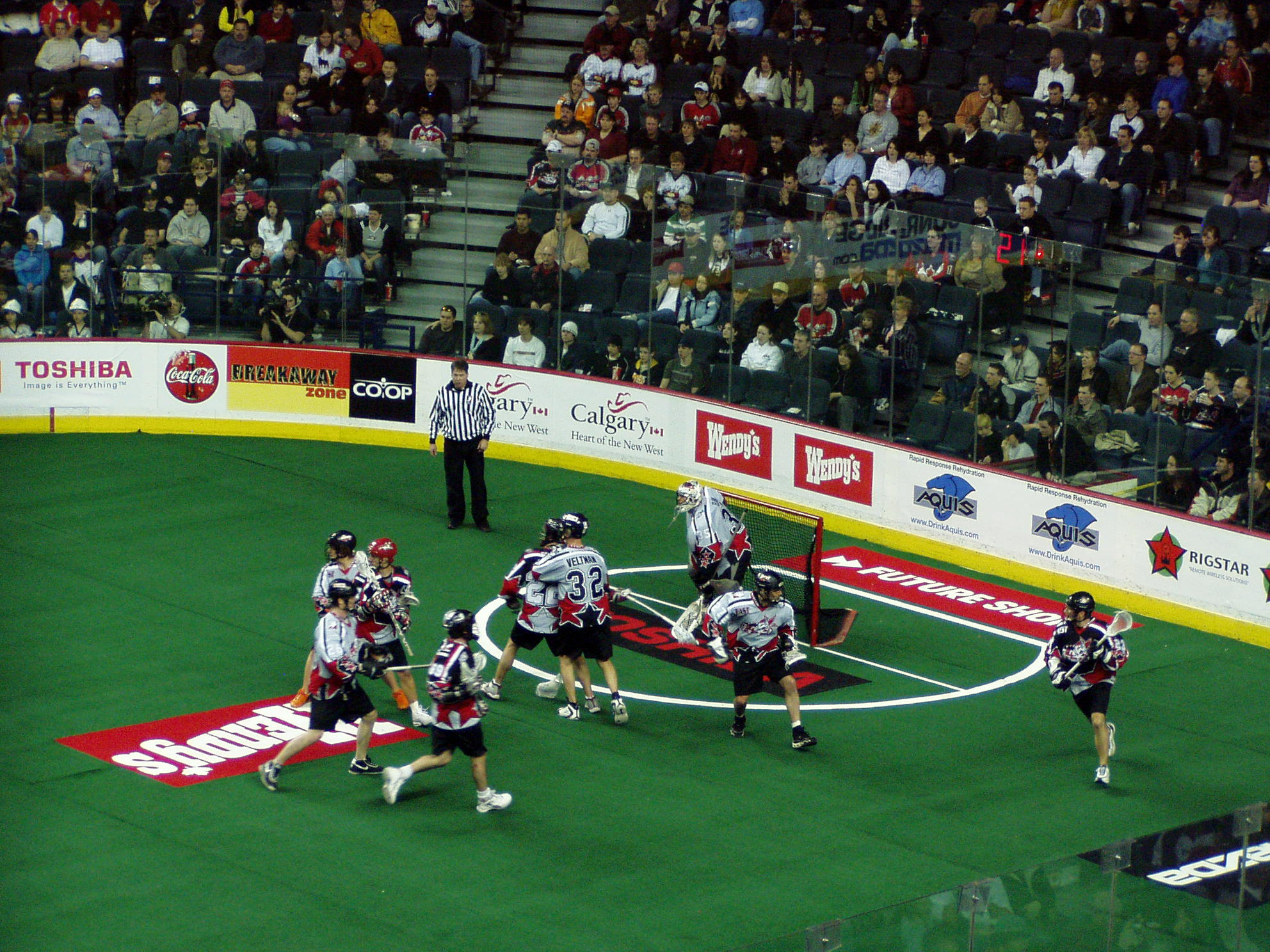
Match des étoiles de la National Lacrosse League en 2005

Une nouvelle ligue professionnelle voit le jour dans les années 1970 avec la création de la National Lacrosse League (qui n'a aucun lien avec la National Lacrosse League actuelle). Cette ligue, comprenant des franchises canadiennes et américaines, est arrêtée après deux saisons,.
La renaissance du professionnalisme de la crosse en enclos aux États-Unis arrive le 13 mars 1986 avec la création de l'« Eagle Pro Box Lacrosse League » par Russ Cline et Chris Fritz. Cette ligue comprend quatre franchises : les Wings de Philadelphie, les Saints du New Jersey, le Wave de Washington et le Thunder de Baltimore. Contrairement à l'idée initiale de pratiquer ce sport en été, cette ligue se dispute l'hiver. La seconde année, la ligue est renommée en « Major Indoor Lacrosse League » puis en 1998 en « National Lacrosse League ». Uniquement basée aux États-Unis depuis sa création, la ligue incorpore une franchise canadienne en 1998 avec les Raiders de l'Ontario. La particularité de cette ligue est que 10 des 13 franchises sont basées aux États-Unis alors que deux-tiers des joueurs de crosse de celle-ci sont canadiens.

## Règles

### Joueurs, équipements et officiels
Durant un match, une équipe est composée de six joueurs : un gardien et cinq joueurs de champ. Un joueur de champ peut intervenir à tous les postes à l'exception de gardien, c'est-à-dire qu'il participe aux attaques, au travail défensif et de relais en milieu de terrain (comme en hockey sur glace). Cependant, jusqu'en 1953, il y avait six joueurs de champ avant que le sixième joueur de champ soit éliminé. Le gardien peut être remplacé par un joueur de champ (généralement en cas de pénalité ou en fin de partie) mais ce dernier ne pourra prendre le rôle de gardien.
Un joueur de crosse en enclos possède une crosse d'une longueur d'1 m à 1,2 m (les catégories de jeunes ont des crosses plus courtes). Les crosses peuvent être composées de bois. Chaque joueur doit porter tout un équipement de protection : casque avec masque facial, gants, épaulettes et protection dorsale, cette dernière étant optionnelle.
Durant un match, le nombre d'arbitres va de un à trois, en fonction du niveau de jeu. En général, ils sont deux : un arbitre principal et un arbitre suppléant. En National Lacrosse League, ils sont trois.

### Gardien
Un gardien a pour rôle d'empêcher l'équipe adverse de marquer. En plus de l'équipement de protection des joueurs de champ, il porte une protection jugulaire, des jambières et son casque est fermé sur le devant avec usage d'une grille de protection.
Une zone d'un diamètre de 2,7 à 2,8 m autour de la cage est appelée « crease ». Seul le gardien peut s'y trouver, les joueurs ne peuvent y entrer pour jouer une balle. En cas d'infraction, le joueur peut être puni d'une perte de balle ou d'une possible pénalité de deux minutes.
Les joueurs ne doivent pas être en contact avec le gardien dans cette zone. Si le gardien quitte cette zone, il perd alors ce privilège.

### Défenseur
Un défenseur a pour rôle premier de gêner et repousser les attaques adverses. Contrairement aux défenseurs de crosse au champ qui portent une longue crosse, les défenseurs de crosse en enclos possède la même longueur de crosse que ses attaquants c'est-à-dire 1 à 1,2 m. Il peut utiliser sa crosse pour gêner son adversaire ou récupérer la balle en tapant sur la crosse adverse.

### Milieu de terrain
Son rôle est de permettre la transition entre défense et attaque avec le plus de rapidité. Il met en place les contre-attaques et a un rôle créateur d'attaque.

## Attaquant
Son rôle est de marquer ou de créer de l'animation offensive. Sa principale qualité est de pouvoir tirer avec une seule main.

### Aire de jeu

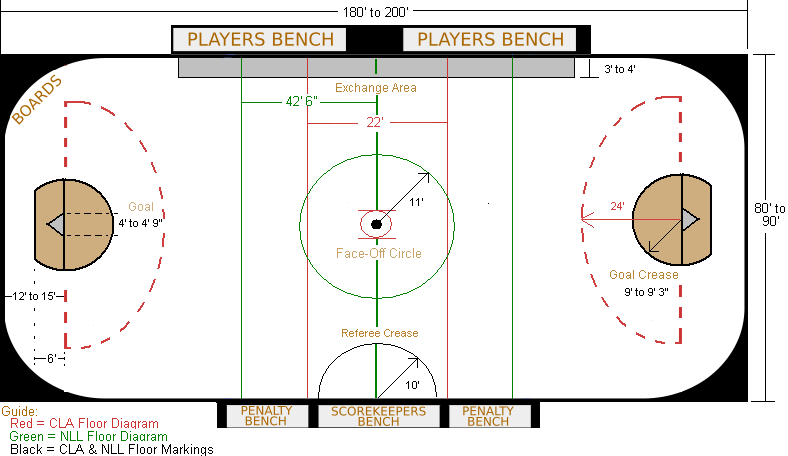
Dimensions d'un terrain de crosse en enclos et différences entre la Canadian Lacrosse Association et la National Lacrosse League

Un terrain de la crosse en enclos a les mêmes dimensions qu'un terrain de hockey sur glace. Sa surface est en général un plancher en béton qui remplace la glace. Les dimensions du terrain sont d'une longueur de 55 m à 65 m et d'une largeur de 24 m à 27 m. La NLL utilise une surface de gazon synthétique.
Les cages de crosse sont traditionnellement d'une taille de 1,2 m de hauteur et 1,2 m de largeur. En NLL et Major Series Lacrosse, la hauteur est la même mais la largeur est de 1,4 m. Ces cages sont donc plus petites que celles de la cross au champ (1,8 m de hauteur et 1,8 m de largeur).

### Durée d'un match
Un match traditionnel, sous les règles de l'association canadienne de la crosse, est  composé de trois tiers-temps de 20 minutes, avec changement de côté à chaque période. En NLL, il s'agit de quatre quarts-temps de 15 minutes. En cas d'égalité dans le temps réglementaire, des prolongations peuvent être jouées avec mort subite selon la ligue.

### Mise en jeu, remplaçants et possession de balle
À chaque période ou après un but marqué, le jeu débute par un engagement (les deux équipes se positionnent en face l'une de l'autre et les centres de chaque équipe essaient de prendre possession de la balle avec leur crosse, après qu'ils ont été lâchés par un arbitre ou juge de ligne). Si une balle sort du terrain, la balle revient à l'équipe qui n'a pas touché la balle en dernier.
Les remplacements peuvent s'effectuer à tout moment du match. Les changements s'effectuent sur le bord de terrain, le joueur doit sortir pour qu'il puisse être remplacé.
À chaque possession de balle, l'équipe a 30 secondes pour pratiquer un tir. De plus, toute balle récupérée dans sa zone défensive doit aller en zone offensive en moins de dix secondes. Si cela n'est pas le cas, l'équipe est sanctionnée d'une perte de balle.

### Pénalité

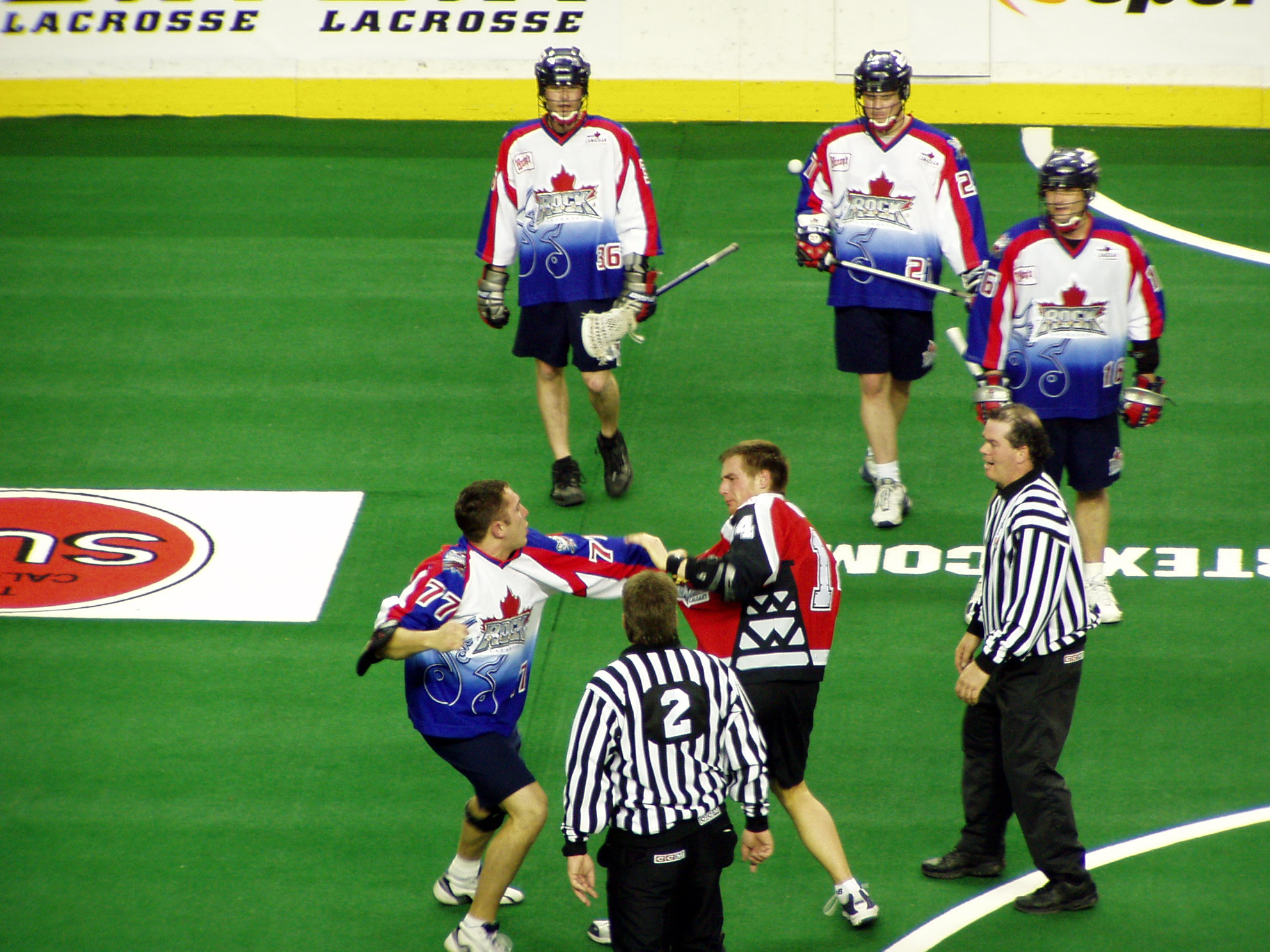
bagarre dans un match de crosse en enclos.

En cas de pénalité, le joueur visé va sur le banc des pénalités et son équipe joue en infériorité numérique. La majorité des pénalités est de deux minutes.
Les pénalités de deux minutes sont souvent pratiquées après des infractions mineures. Pour les fautes les plus graves ou en cas de répétition de fautes mineures, le joueur peut être sanctionné d'une pénalité de cinq minutes. Si l'équipe adverse parvient à marquer durant le temps de la pénalité, le joueur peut revenir sur le terrain (deux buts en cas de pénalité de 5 minutes).

## Compétitions
La crosse en enclos est très pratiquée en République tchèque, jouée également à niveau marginal en Australie essentiellement par d'anciens joueurs au champ. Le haut-niveau pratiqué dans les diverses ligues aux États-Unis a augmenté le nombre de joueurs, y compris dans des ligues secondaires telles que « Baltimore Indoor Lacrosse League » et « Philadelphia Box Lacrosse Association ».
La première compétition internationale de crosse en enclos était « The Nations in 1980 » qui s'est déroulée en Colombie-Britannique en juillet 1980 autour de cinq équipes : les États-Unis, l'Australie, le Canada de l'Est, le Canada de l'Ouest et une sélection d'Amérindiens d'Amérique du Nord. Les Canadiens de l'Ouest battent en finale la sélection d'Amérindiens au Pacific Coliseum de Vancouver, ce fut un événement retransmis à la télévision. C'est la première fois dans l'histoire qu'une sélection d'Amérindiens prend part à un championnat du monde.
Le second tournoi international de la crosse en enclos s'est déroulé en 2003 dans le tournoi inaugural des Championnats du monde de crosse en enclos. Les sélections qui y prennent part sont l'Australie, le Canada, la République tchèque, les Iroquois, l'Écosse et les États-Unis. La seconde édition en 2007 voit s'ajouter l'Angleterre et l'Irlande. Ces deux tournois sont remportés par le Canada, devant les Iroquois et les Américains à chaque fois.
D'autres tournois internationaux ont lieu. Chaque année, le tournoi Aleš Høebeský Memorial se déroule à Prague par la Fédération européenne de crosse. Il s'agit du plus grand tournoi européen de la crosse en enclos. Enfin, en 2002 et 2004, une compétition appelée Heritage Cup est une opposition entre les États-Unis et le Canada, disputée par des joueurs de NLL.

## La crosse en enclos pratiquée par les femmes

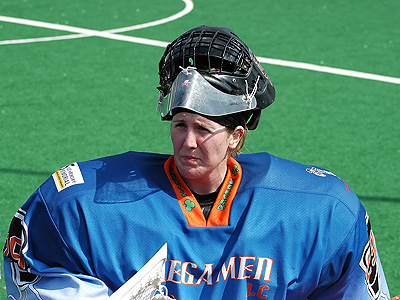
Ginny Capicchioni

Historiquement, le crosse en enclos est exclusivement un sport masculin. Les femmes ont de leur côté leur propre version de crosse : la crosse féminine. Récemment, les provinces de l'Ontario et de la Colombie britannique ont mis en place des ligues de crosse en enclos féminines,.
Durant la saison 2003 de la NLL, la gardienne Ginny Capicchioni est apparue dans deux pré-saisons et un match de saison régulière. Il s'agit de la seule femme à avoir disputé des matchs dans l'histoire de la NLL,.